# Perfume 8th Tour 2020 “P Cubed” in Dome
『Perfume 8th Tour 2020 “P Cubed” in Dome』（パフューム・エイス・ツアー 2020 ピー・キューブド・イン・ドーム）は、日本のテクノポップユニット、Perfumeの16作目のライブ・ビデオである。

## パッケージ
Blu-rayの初回限定盤と通常盤、DVDの初回限定盤と通常盤の全4種でリリースされた。

## 収録トラック
ライブ映像作品には東京ドーム公演1日目の模様が余すところなく収められる。(当初は2日目の千秋楽が収録される予定だったが、新型コロナウィルスの影響により中止となった。)初回限定盤には特典DISCやフォトブックレット、これまでのツアーロゴが入ったラミネートパスなどのグッズが付属。

### DISC 1
1. Opera
2. GAME
3. Spending all my time
4. Dream Fighter
5. レーザービーム(Album-mix)
6. Hurly Burly
7. だいじょばない
8. ナナナナナイロ
9. SEVENTH HEAVEN
10. P Cubed Medley
  1. チョコレイト・ディスコ(2012-mix)
  2. Baby cruising Love
  3. ねぇ
  4. コンピューターシティ
  5. Spring of Life
  6. Sweet Refrain
  7. NIGHT FLIGHT
  8. 未来のミュージアム
  9. STAR TRAIN
11. Chrome
12. edge
13. Visualization
14. 再生
15. 「P.T.A.」のコーナー
16. Party Maker
17. パーフェクトスター・パーフェクトスタイル
18. TOKYO GIRL
19. ポリリズム
20. Challenger
21. MY COLOR

### DISC 2
※初回限定盤のみ
- edge -a-chan Edit-
- edge -KASHIYUKA Edit-
- edge -NOCCHi Edit-
- P Cubed Medley -Osaka&Fukuoka-
- P Cubed Medley -Nagoya-
- ご当地MC集
- Perfume View
- Interview -10年前と同じ質問をしてみた-
- Challenger -Video Clip-
- Challenger -メイキング映像-